# Natsume Sōseki
Natsume Sōseki (9 de febrero de 1867-9 de diciembre de 1916), seudónimo literario de Natsume Kinnosuke (en japonés, Natsume Kin'nosuke 夏目 金之助), fue un escritor japonés y profesor de literatura inglesa. Sus obras más conocidas son las novelas Soy un gato, Botchan y Kokoro.

## Biografía
Sōseki nació en el seno de una familia de funcionarios públicos, descendiente de una familia de samuráis venida a menos. Sus padres lo entregaron en adopción a uno de sus sirvientes a la edad de dos años; vivió con este y su mujer hasta los nueve años.
En 1884 se matriculó para cursar Arquitectura en la Universidad Imperial de Tokio (hoy Universidad de Tokio o Tōdai) a instancias de su familia, aunque acabó estudiando Lengua Inglesa.
En 1886 conoció y trabó amistad con el poeta Masaoka Shiki, que lo inició en el arte de la composición de haikus, momento en el que adoptó el seudónimo de Sōseki, que en chino significa «terco».
Tras licenciarse, fue profesor de inglés en esa capital, y a los 30 años aceptó un empleo en Matsuyama en la Isla de Shikoku, en aquel tiempo considerada como una zona fuera de los confines de la civilización. Sus amigos intelectuales le dieron el pésame, porque aquel trabajo parecía más bien un destierro que un trabajo.
Pese a ello, Sōseki enseñó durante un par de años a aquellos rudos escolares, que describe con mucho sarcasmo en Botchan (1906), y se casó con Kyoko Nakane hija de un político local. En 1900 recibió una beca de la Universidad de Tokio para estudiar inglés en Londres. Los tres años que pasó en Londres fueron de soledad, miserables pagas del gobierno japonés, aunque leyó cuanto pudo en las bibliotecas de Londres. Por eso también debe mucho a los escritores ingleses.
A su vuelta a Tokio, Sōseki enseñó cuatro años en la cátedra de Filología Inglesa en la Universidad Imperial, como estaba pactado, sustituyendo a Lafcadio Hearn. Pero esa ocupación le resultaba odiosa, así que empezó a ocupar casi todo su tiempo libre en escribir.
La carrera literaria de Sōseki comenzó con unos relatos cómico-satíricos por entregas que aparecieron en revistas literarias del momento, como Hototogisu; en 1905 esta narración humorística se publicó con el título Soy un gato (Wagahai wa neko de aru), donde el animal protagonista analiza la civilización en una sátira descarnada de la burguesía Meiji. Este mismo año publicó Rondon to (La torre de Londres).

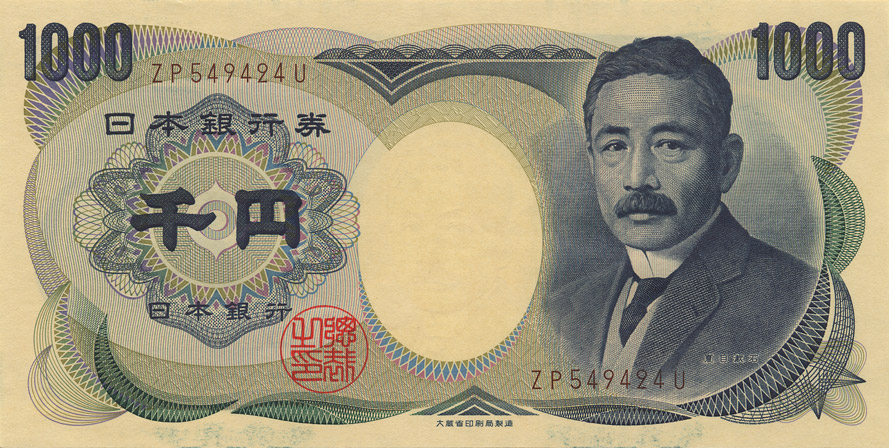
Billete de 1000 yenes con el retrato de Sōseki

En 1906 escribió Botchan, que algunos entienden como su primera novela, que obtuvo un gran éxito de crítica, en la que narra de forma semi-biográfica las experiencias de un profesor de Tokio destinado a provincias. A partir de ese momento comenzó a escribir casi una obra por año, y la temática gira siempre alrededor de la mezcla de comportamientos japoneses y occidentales que vivía Japón y las contradicciones que producía en la gente. Abundan los triángulos amorosos, las traiciones entre "amigos", el sarcasmo y la sátira. Su Sanshiro, publicada en 1908, es asimismo una novela con una capacidad introspectiva fuera de serie, considerada la novela puente entre sus dos obras capitales.
A los 40 años comenzó a escribir artículos y críticas literarias en el diario Asahi Shimbun, el segundo mayor de Japón en aquel momento y líder actual del mercado japonés. En este periódico se publicó por entregas, desde el 6 de diciembre de 1912 al 5 de noviembre de 1913, El caminante (Kōjin), obra de madurez que destaca por la honda caracterización psicológica de los personajes (novela psicológica) y el lúcido análisis de la sociedad nipona inmersa en la profunda transformación política, económica y social que se produjo durante el periodo Meiji.
En 1914 escribió Kokoro, su obra cumbre. De obligada lectura en cualquier escuela japonesa de hoy, está considerada como el Don Quijote para los hispanohablantes, o como Romeo y Julieta para los anglosajones. Su literatura es sarcástica, pero muchas veces cómica y agridulce.
Murió en Tokio en 1916, a los 49 años de edad, a causa de una úlcera de estómago, dejando una obra sin terminar: Luz y oscuridad.
Natsume Sōseki, uno de los escritores más importantes de Japón, es de obligado estudio en la escuela secundaria, tanto en humanidades como en ciencias. Es el autor que mejor plasmó en su obra la inestabilidad que provocó en la sociedad japonesa, y particularmente entre los intelectuales, la apertura del país a occidente que se dio en la llamada era de restauración Meiji.
Por su importancia el gobierno japonés incluyó en 1984 su efigie en los billetes de 1000 yenes.

## Obras

### Novelas
- Soy un gato (吾輩は猫である, 1905). Universidad Seisen, 1974; Trotta,1999; Impedimenta, 2010; EMU, 2020; Alianza, 2020; Gandhi Ediciones, 2021; Época, 2025.
- Botchan (坊つちやん, 1906). Sociedad Latinoamericana, 1969; Impedimenta, 2008; Alianza, 2021.
- Almohada de hierba (草枕, 1906). Kaicron, 2007; Sígueme, 2009; Chidori Books, 2014.
- 二百十日 (1906). "Día 210". No traducida al español.
- Nowaki (野分, 1907). Satori, 2024.
- 虞美人草 (1907). "La amapola". No traducida al español.
- El minero (坑夫, 1908). Impedimenta, 2016.
- Sanshiro (三四郎, 1908). Impedimenta, 2009.
- Daisuke (それから, 1909). Impedimenta, 2011.
- La puerta (門, 1910). Miraguano Ediciones, 1991; Impedimenta, 2012.
- Más allá del equinoccio de primavera (彼岸過迄, 1912). Impedimenta, 2018.
- El caminante (行人, 1912). Satori, 2011; Alianza, 2023.
- Kokoro (こゝろ, 1914). Gredos, 2003; RBA, 2011; Impedimenta, 2014; Satori, 2021; Abducción, 2024.
- Las hierbas del camino (道草, 1915). Satori, 2012.
- Luz y oscuridad (明暗, 1916) (inconclusa). Impedimenta, 2013.

### Cuentos
- La torre de Londres (倫敦塔, 1905). José J. de Olañeta, Editor, 2013.
- La herencia del gusto (趣味の遺伝, 1906). Sígueme, 2011.

- Los sueños de diez noches (夢十夜, 1908) José J. de Olañeta, Editor, 2012; Chidori Books, 2014; Satori, 2024.

### Antologías publicadas en español
- Haikús zen. Poemas y cartas. José J. de Olañeta, Editor, 2012.
- Misceláneas primaverales. Satori, 2013.
- La Torre de Londres seguido de El museo Carlyle. José J. de Olañeta, Editor, 2013.
- Diario de la bicicleta precedido de Carta de Londres. José J. de Olañeta, Editor, 2013.
- Sueño de la libélula. Satori, 2013.
- Tintes del cielo. Satori, 2013.
- Habitaciones y otras piezas breves. José J. de Olañeta, Editor, 2013.
- Cuadros del Londres victoriano. José J. de Olañeta, Editor, 2014.
- La tumba del gato y otros relatos. José J. de Olañeta, Editor, 2015.
- Mi individualismo y otros ensayos (私の個人主義, 1914). Satori, 2017.
- El gorrión de Java. Satori, 2019.